# بازه دستان

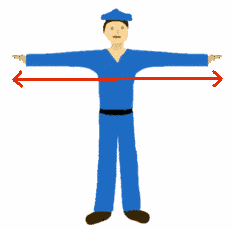

بازهٔ دستان یا گسترهٔ دستان (انگلیسی: Arm span) اندازهٔ طول بین نوک انگشتان میانی دو دست با هم در حالتی که دو دست در راستای هم و موازی با زمین کاملاً گشوده شوند که متوسط آن متناظر با قد فرد است.